# Karl Bovin
Karl Christian Bovin (født 5. januar 1907 i Frederikshavn; død 13. februar 1985 i Ordrup i Odsherred) var en dansk kunstner, overvejende landskabsmaler med tilknytning til kunstnerkolonien i Odsherred, "Odsherredsmalerne"; han var blandt grundlæggerne af kunstnersammenslutningen 'Corner' i begyndelsen af 1930'erne. Blandt venner og kunstnerkolleger lød han navnet Kalle.
Som et kuriosum kan nævnes at Bovin og hans familie i slutningen af 1960'erne havde venskabelig kontakt til sømanden Jörg Meyer, der senere kom til at virke som Stasi-agent i Danmark uden Bovin og familiens viden.

## Hans arbejder kan blandt andet findes på
- Frederikshavn Kunstmuseum
- Horsens Museum
- Odsherred Kunstmuseum
- Randers Kunstmuseum
- Statens Museum for Kunst